# Flora (revista)
Flora  fue una revista ilustrada con descripciones botánicas que fue editada por la Sociedad Botánica Regensburgische y se publicó en los años 1818–1965, durante los cuales se editaron 155 números. Se editó con el nombre de Flora; oder, (allgemeine) botanische Zeitung. Regensburg, Jena. Fue reemplazada en 1965 por Flora, B.